# Géza Anda

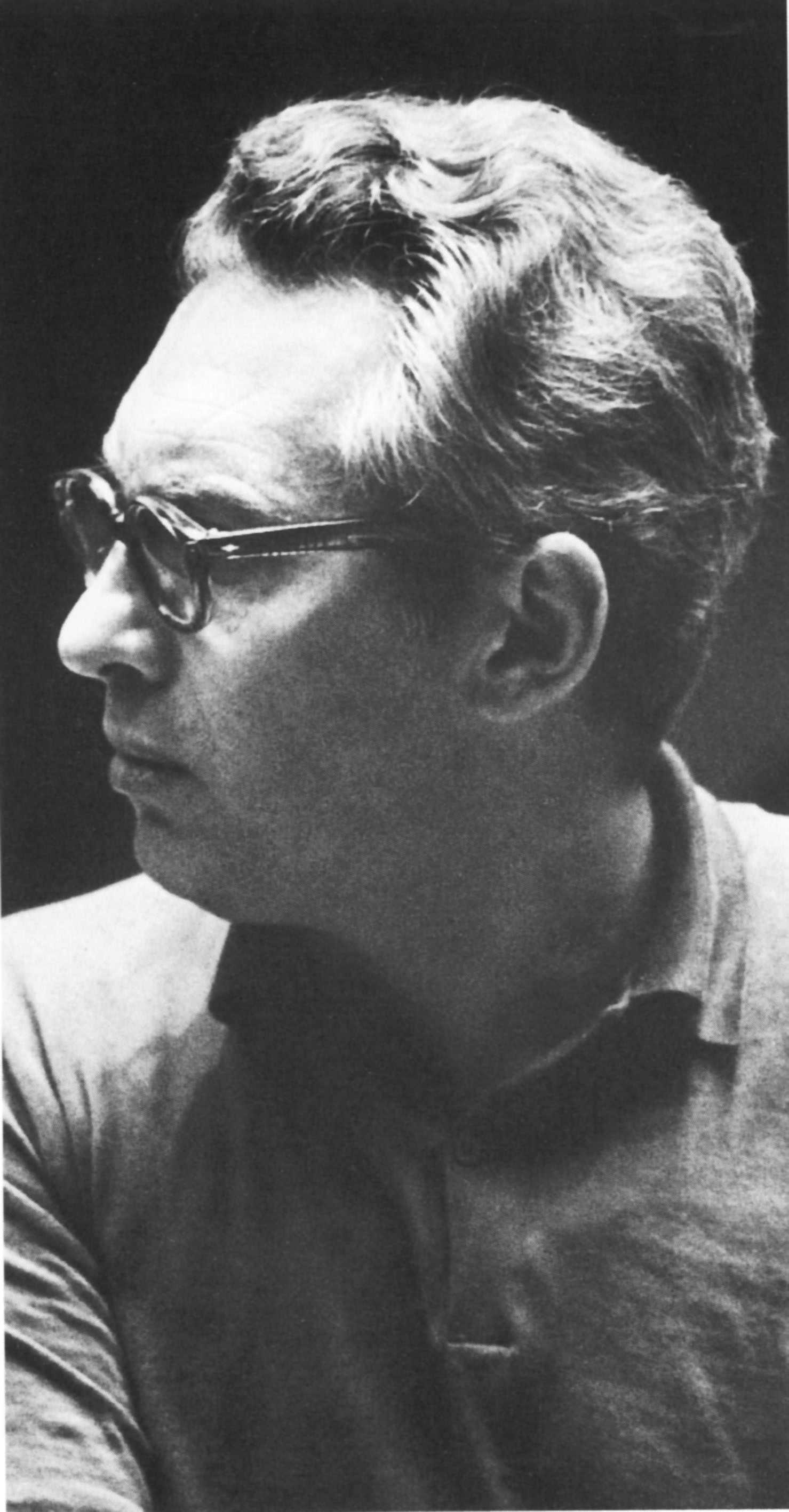
Géza Anda, 1966

Géza Anda, född 19 november 1921, död 14 juni 1976, var en schweizisk-ungersk pianist, dirigent och pianopedagog.
Anda blev särskilt hyllad för sina rytmiskt pregnanta och subtilt klangliga tolkningar av Franz Liszts, Béla Bartóks och Johannes Brahms musik men hade en mångsidig repertoar av bland annat wienklassicistiska verk. Han gjorde skivinspelningar av Mozarts samtliga pianokonserter.